# Charles A. Talcott

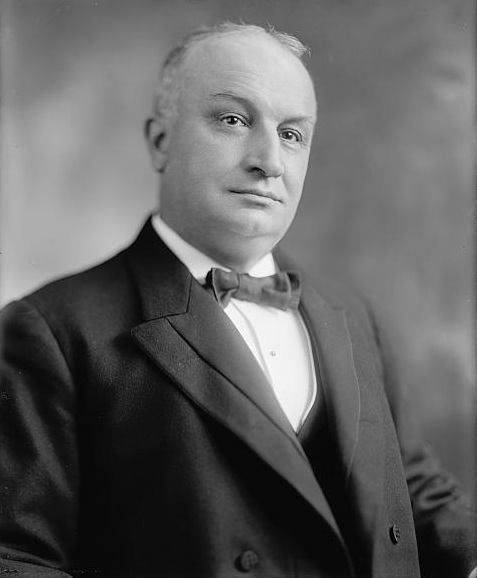
Charles A. Talcott

Charles Andrew Talcott (* 10. Juni 1857 in Oswego, New York; † 27. Februar 1920 in Utica, New York) war ein US-amerikanischer Politiker. Zwischen 1911 und 1915 vertrat er den Bundesstaat New York im US-Repräsentantenhaus.

## Werdegang
Charles Andrew Talcott wurde ungefähr vier Jahre vor dem Ausbruch des Bürgerkrieges im Oswego County geboren. Er besuchte öffentliche Schulen und die Utica Free Academy. 1879 graduierte er an der Princeton University. Er studierte Jura. Nach dem Erhalt seiner Zulassung als Anwalt 1881 begann er in Utica zu praktizieren. Zwischen 1881 und 1883 war er Clerk am City Court und 1886 City Counsel in Utica. Er saß zwischen 1888 und 1892 im Board of Police and Fire Commissioners. Zwischen 1893 und 1901 war er Trustee an der Utica Public Library. Er wurde 1902 Bürgermeister der City von Utica – ein Posten, den er bis 1906 innehatte. Politisch gehörte er der Demokratischen Partei an.
Bei den Kongresswahlen des Jahres 1910 für den 62. Kongress wurde Talcott im 27. Wahlbezirk von New York in das US-Repräsentantenhaus in Washington, D.C. gewählt, wo er am 4. März 1911 die Nachfolge von Charles S. Millington antrat. 1912 kandidierte er im 33. Wahlbezirk von New York für den 63. Kongress. Nach einer erfolgreichen Wahl trat er am 4. März 1913 die Nachfolge von Edwin S. Underhill an. Er erlitt bei seiner erneuten Kandidatur 1914 eine Niederlage und schied dann nach dem 3. März 1915 aus dem Kongress aus.
Nach seiner Kongresszeit nahm er in Utica wieder seine Tätigkeit als Anwalt auf, welche er bis zu seinem Tod am 27. Februar 1920 ausübte. Sein Leichnam wurde dann auf dem Forest Hill Cemetery beigesetzt.